# Лужица
Лу́жица (на немски: Lausitz; на горнолужишки: Łužica; на долнолужишки: Łužyca; на полски: Łużyce, на чешки: Lužice) e историческа област, която обхваща основно части от източните германски провинции Саксония и Бранденбург и малки територии от Югозападна Полша (Долносилезко войводство) и Северна Чехия. Името произлиза от лужишката дума, означаваща „блато“ или „дупка, пълна с вода“.

## География

### Горна Лужица
Горна Лужица (на немски: Oberlausitz, на горнолужишки: Hornja Łužica) e историческа област, част от по-големия регион Лужица. Днес Горна Лужица обхваща части от германската федерална провинция Саксония и малка територия на изток от река Ниса в Полша. Релефът е предимно хълмист, но височината се покачва на юг към чешката граница, а в границите на Чехия релефът вече е планински – образуват се Лужишките планини (на горнолужишки: Łužiske horiny, на чешки: Lužické hory, на немски: Lausitzer Gebirge).
Горна Лужица има плодородна почва, красиви хълмове и исторически градове като Гьорлиц, Бауцен, Цитау, Льобау, Каменц, Любан, Бишофсверда, Хернхут, Хойерсверда, Бад Мускау. Много села в най-южната част на Горна Лужица са туристическа атракция, заради дървените къщи с неизмазани греди. При този начин на строеж гредите, използвани за постройката, не се измазват, а остават непокрити – смесица между франконски и славянски стил. Немското име за тези къщи е Umgebindehäuser. Такива селища са, например, Нидеркунерсдорф, Оберкунерсдорф, Йонсдорф, Золанд на Шпрее, Опах, Еберсбах.

### Долна Лужица
По-голямата част от германската федерална провинция Бранденбург днес се нарича Долна Лужица (на немски: Niederlausitz, на долнолужишки: Dolna Łužyca). Характеризира се с равнинен релеф, гори и долини. През почти целия 19 век и през 20 век в района се развива минното дело и добива и преработката на лигнитни въглища. Важни градове в областта са Котбус, Любен, Любенау, Шпремберг, Финстервалде, Зенфтенберг.
Между Горна и Долна Лужица е разположен район, наречен Гренцвал (Grenzwall), който означава погранична стена. През Средновековието тази територия е покрита с гъсти гори, превръщайки се в голямо препятствие за хората и войските. Някои от селцата са разрушени с развитието на въглищната индустрия от комунистическото управление на Източна Германия. А други, вече изоставени мини, се превръщат в изкуствени езера с надеждата да се утвърдят като ваканционни селища. Сега тази зона често е наричана Лужишки езера (на немски: Lausitzer Seenland).

## Столици на Лужица
Лужица не е и никога не е била административна единица или обособена провинция със същото име. Въпреки че историята на Горна и Долна Лужица не е еднаква, те имат много общи неща. Най-големият град в региона е Котбус. Исторически погледнато, за столица на Долна Лужица може да се посочи град Лукау, а на Горна Лужица – Бауцен.

## Лужишки сърби
Лужишките сърби (сорбите) са славянската общност, населяваща областта Лужица. Техният брой е около 60 000, от които 40 000 живеят в Горна Лужица, а останалите 20 000 – в Долна Лужица. Много от тях все още говорят лужишки езици, а голяма част от пътните знаци освен на немски са написани и на лужишки.
Броят на говорещите лужишки език сорби обаче намалява, а долнолужишкият език е особено застрашен. Причините за това са и бързо намаляващото население на цяла Саксония – 20% през последните 10 до 20 години. Лужишките славяни се опитват да запазят културната си идентичност чрез традиционните си носии и с особените си къщи. Минната индустрия в областта, нуждаеща се от територии, е причина за разрушаване на много типични лужишки села в миналото. Горнолужишкият език се преподава в много начални училища и гимназии, и в два университета: (в Дрезден и в Прага). Проектът „Witaj“ („Добре дошли“) включва осем основни училища, в които лужишкият език е основен за няколкостотин лужишки деца.
Основната религия на лужишките сърби е християнството, като те са предимно протестанти, но има и католици.
Тъй като Лужица се намира основно на територията на Германия, мнозинство в този район представляват немците.

## История
Според най-старите открити свидетелства, Лужица първоначално е населена от келти. По-късно, към 100 г. пр.н.е. по тези земи се заселват германски племена. Към 600 г. в областта се появяват славяни и се заселват за постоянно. Лужица става част от Франкската империя и се управлява от Карл Велики под името Гаус (Gaus). След като първите поляци идват към 928 г., започва противопоставянето им с германците за контрол над района.
Лужица е управлявана последователно от Само, Великоморавия, чешкото Кралство Бохемия. След това е завладяна от Свещената Римска империя, неин управник е Лаужиц Геро II. След смъртта на император Ото III през 1002 г., районът става едно от успешните западни завоевания на полския княз Болеслав I. Лужица е присъединена към полското кралство през 1018 г., но остава в пределите му само за около 20 години, когато саксонските владетели и управници на херцогствата Майсен и Бранденбург си я връщат обратно. През 1076 г. областта става зестра и е подарена на бохемския княз Вратислав II от императора на Свещената Римска империя – Хенри IV. Около 1200 г. голям брой германски заселници се настаняват в гористите райони на Лужица, където не живеят славяни.
Горна Лужица е под бохемска власт до Тридесетгодишната война, когато става част от Саксония. През 1815 г. Горна Лужица е разделена, а източната ѝ част около Гьорлиц е дадена на Прусия. След лутеранската реформация Лужица се превръща в територия, основно заселена от протестанти, въпреки че сорбите запазват католическата си вяра. Град Хернхут, между Любау и Цитау, е основан през 1722 г. от моравски изгнаници, преследвани от официалната църква. Тук те създават църковното учение на Моравската църква в Хернхут, откъдето го разпространяват из цял свят.
През 1945 г. източната част на Лужица окончателно е върната към Саксония, а през 1952 г., когато Саксония е разделена от комунистическите власти на 3 административни единици, Лужица е присъединена към окръг Дрезден. През 1990 г., след обединението на Германия, Лужица отново става част от Саксония.

### Саксонско и пруско управление
През 1635 г. по-голямата част от Лужица става част от Саксония, с изключение на малка територия около град Котбус, която принадлежи на провинция Бранденбург още от 1492 г. След като управителят на Саксония е избран за полски крал през 1697 г., Лужица се превръща в стратегически важна област, използвана за сухоземна връзка между саксонските и полските земи от кралете на Полша.
След Виенския конгрес през 1815 г. Прусия получава правото да владее Лужица, с изключение на най-южните райони около градовете Бауцен, Каменц и Цитау, които остават в границите на Саксония. Лужишките сърби в Прусия искат техните земи да се отделят в отделна административна единица. Вместо това обаче областта, която населяват, е разделена между няколко пруски провинции.
През 19 и 20 век, под пруско управление, лужишките сърби успяват да запазят идентичността си на отделна етническа група. Това е времето, когато се утвърждават съвременните форми на горно и долнолужишките езици, развива се литературата на техния език и се появяват много организации за защита на правата им.

### В границите на Третия Райх
Щастливите времена за населението на Лужица обаче свършват след началото на нацисткия режим в Германия. След като начело на държавата застава Хитлер, отношението към всички малцинства и етноси, различни от немския, коренно се променя. Всички организации на лужишките сърби са забранени, всички вестници и списания на лужишки език са спрени от печат, а всякаква употреба на този език е строго забранена. През Втората световна война лужишките активисти са арестувани и убити или изпратени в концентрационни лагери. От 1942 до 1944 г. действа Лужишкият национален комитет, формиран в окупираната от нацистите Варшава. Неговата цел е да защитава сорбите от властите, които ги преследват. След края на войната Лужица е разделена между Източна Германия и Полша. В периода от 1945 до 1946 г. полското комунистическо правителство изселва всички германци и сорби, живеещи на изток от река Ниса.

### След 1945 г.
След 1945 г. и края на войната Лужишкия национален комитет прави опити да създаде Лужишка държава или да присъедини Лужица към Чехословакия, а цялото немско население да бъде изселено от региона. Домовината (официалния съвет на сорбите) обаче се противопоставя на това решение в полза на оставането в немската държава.
През 1950 г. лужишките сърби получават правото свободно да използват езика си и да следват традициите като малцинство във федерална провинция Саксония. Построени са лужишки училища, издават се лужишки вестници, а Домовината е възстановена, но поставена под строгата опека на комунистическата партия. Местните институции подкрепят промените, а дори има желание от страна на немското мнозинство за създаване на провинция Лужица в границите на Германия, но с по-специални права.
Плановете са изоставени след обединението на Германия през 1990 година. Конституциите на Саксония и Бранденбург гарантират културна автономия на славянското малцинство. През 2005 г. е създадена партия на лужишките сърби (Serbska Ludowa Strona – SLS).

## Демографски данни за Лужица (към 1900 г.)
Дял на сорбите от общото население:
- Котбус (провинция Бранденбург) 55,8 %
- Хойерсверда (провинция Силезия) 37,8 %
- Бауцен (Кралство Саксония) 17,7 %
- Ротенбург (провинция Силезия) 17,2 %
- Каменц (Кралство Саксония) 7,1 %

Общ брой: 93 032 души.
Броят на сорбите в Лужица значително е намален в сравнение с началото на 20 век, заради бракове с немци, културна асимилация, индустрализацията и урбанизацията, нацисткия режим и дискриминацията след края на Втората световна война.